# Ejn ha-Besor
Ejn ha-Besor (hebrejsky עֵין הַבְּשׂוֹר, doslova „Pramen Besoru“, v oficiálním přepisu do angličtiny En HaBesor, přepisováno též Ein HaBesor) je vesnice typu mošav v Izraeli, v Jižním distriktu, v Oblastní radě Eškol.

## Geografie
Leží v nadmořské výšce 115 metrů na severozápadním okraji pouště Negev; v oblasti která byla od 2. poloviny 20. století intenzivně zúrodňována a zavlažována a ztratila charakter pouštní krajiny. Jde o zemědělsky obdělávaný pás přiléhající k pásmu Gazy a navazující na pobřežní nížinu. Východně od vesnice protéká vádí Nachal ha-Besor, podle kterého získala obec své jméno.
Obec se nachází 16 kilometrů od břehu Středozemního moře, cca 92 kilometrů jihojihozápadně od centra Tel Avivu, cca 94 kilometrů jihozápadně od historického jádra Jeruzalému a 35 kilometrů západně od města Beerševa. Ejn ha-Besor obývají Židé, přičemž osídlení v tomto regionu je etnicky převážně židovské. 7 kilometrů západním směrem ale začíná pásmo Gazy s početnou arabskou (palestinskou) populací.
Ejn ha-Besor je na dopravní síť napojen pomocí lokální silnice 232.

## Dějiny
Ejn ha-Besor byl založen v roce 1982. Jeho zakladateli byli Izraelci evakuovaní roku 1982 v důsledku podpisu egyptsko-izraelské mírové smlouvy z osad na Sinaji. Usadily se tu některé rodiny ze zrušených osad Charuvit, Nevi'ot, Sadot, Ugda, Pri'el, Jamit, Dikla, Netiv ha-Asara a Talmej Josef. První obyvatelé se sem nastěhovali roku 1983.
V obci funguje zařízení předškolní péče o děti, plavecký bazén a sportovní areály. Obec prochází stavební expanzí, iniciovanou mladou generací zdejších usedlíků. Místní ekonomika je založena na zemědělství, drobném podnikání a turistickém ruchu.

## Demografie
Obyvatelstvo mošavu je sekulární. Podle údajů z roku 2014 tvořili naprostou většinu obyvatel v Ejn ha-Besor Židé (včetně statistické kategorie "ostatní", která zahrnuje nearabské obyvatele židovského původu ale bez formální příslušnosti k židovskému náboženství).
Jde o menší obec vesnického typu s dlouhodobě výrazně rostoucí populací. K 31. prosinci 2014 zde žilo 1093 lidí. Během roku 2014 populace stoupla o 1,8 %.
| Rok            | 1983 | 1995 | 2001 | 2003 | 2004 | 2005 | 2006 | 2007 | 2008 | 2009 | 2010 | 2011 | 2012 | 2013 | 2014 |
| -------------- | ---- | ---- | ---- | ---- | ---- | ---- | ---- | ---- | ---- | ---- | ---- | ---- | ---- | ---- | ---- |
| Počet obyvatel | 357  | 503  | 425  | 484  | 515  | 602  | 684  | 720  | 790  | 922  | 990  | 989  | 1027 | 1074 | 1093 |